# Paul Augustin Mayer
Paul Augustin Mayer, O.S.B. (Altötting, 23 de mayo de 1911-Roma, 30 de abril de 2010) fue un cardenal alemán de la Iglesia católica y arzobispo de la Orden de San Benito. Quién ocupó varios cargos en la Curia romana de 1971 a 1991.

## Biografía
Mayer nació en Altötting, Alemania, que se encuentra cerca de Marktl, el lugar de nacimiento del Papa Benedicto XVI. 
Se incorporó a la Orden de San Benito en la Abadía de San Miguel de Metten, tomando el nombre de Agustín. Hizo su profesión monástica el 17 de mayo de 1931. Estudió en la Universidad de Salzburgo y en el Pontificio Ateneo de San Anselmo en Roma.

### Sacerdocio
Fue ordenado sacerdote el 25 de agosto de 1935. Después de su ordenación fue miembro del cuerpo docente de la abadía de San Miguel desde 1937 hasta 1939. Enseñó en el Pontificio Ateneo Romano de San Anselmo desde 1939 hasta 1966, sirviendo como su rector desde 1949 hasta 1966. Fue el visitante apostólico de los seminarios suizos desde 1957 hasta 1959. Fue Secretario de la Comisión Preparatoria del Concilio Vaticano II, desde 1960 hasta 1962. Fue elegido abad de la Abadía de San Miguel, Metten, Baviera, el 3 de noviembre de 1966. Recibió la bendición abbacial de Rudolf Graber, obispo de Ratisbona. Fue nombrado Secretario de la Congregación para los Religiosos e Institutos Seculares el 8 de septiembre de 1971. 

### Episcopado
Como secretario fue nombrado arzobispo titular de Satrianum por el Papa Pablo VI el 6 de enero de 1972 y fue consagrado el 13 de febrero por el Papa Pablo, asistido por Bernardus Johannes Alfrink, cardenal arzobispo de Utrecht, y William Conway, cardenal arzobispo de Armagh. El Papa Juan Pablo II lo nombró Pro-Prefecto de la Congregación para el Culto Divino y la Disciplina de los Sacramentos el 8 de abril de 1984.

### Cardenalato
Fue creado y proclamado Cardenal-Diácono de Sant'Anselmo all'Aventino en el consistorio del 25 de mayo de 1985. Dos días después fue nombrado Prefecto de la Congregación. Presidió la unificación de dos congregaciones distintas que se unieron bajo un mismo nombre a partir de 1988. Renunció a la prefectura el 1 de julio de 1988. Al día siguiente fue nombrado primer Presidente de la Pontificia Comisión Ecclesia Dei. La comisión pretende devolver a la plena comunión con la Santa Sede a los católicos tradicionalistas que se encuentran en estado de separación, de los cuales la Sociedad de San Pío X es la más importante. Perdió el derecho a participar en un cónclave cuando cumplió 80 años en 1991. Renunció a la presidencia el 1 de julio de 1991. Optó por el orden de los cardenales sacerdotes y su diaconía fue elevada pro hac vice al título el 29 de enero de 1996.

### Fallecimiento
Fue el cardenal vivo de mayor edad desde 2007 hasta su muerte. Murió el 30 de abril de 2010 en Roma. Tras el funeral celebrado en la Basílica de San Pedro por el papa Benedicto XVI, su cuerpo fue trasladado a Metten y enterrado en la Abadía de San Miguel.